# Баумейстер, Фридрих Христиан
Фридрих Христиан Баумейстер (нем. Friedrich Christian Baumeister; 17 июля 1708, Кёрнер, Тюрингия — 8 октября 1785, Гёрлиц) — немецкий философ школы Лейбница и Х. Вольфа, автор ряда учебников логики, метафизики и натуральной философии на латинском языке.
В России преподавание философии в университетах со второй половины XVIII и почти до конца XIX века основывалось на учебниках Баумейстера и других популяризаторов школы Лейбница. Одним из первым переводчиком его трудов на русский язык был И. И. Исаев.

## Сочинения
- Philosophia definitiva h. e. definitionens philosophicae ex systemate Wolfii in unum collectae. — 1733, 1735 и позднее.
- Elementa Philosophiae Recentioris … — Recentioris. — Leipzig 1781
- Philosophia recens controversa … — 1738
- Institvtiones Metaphysicae, Ontologiam Cosmologiam, Psychologiam Theologiam deniqve Natvralem Complexae Metodo Wolfii Adornatae. Editio Nova Avctior et Correctior. — Wittenberg, 1774.
- Institvtiones Philosophiae Rationalis Methodo Wolfii conscriptae. Editio Nova Avctior et Emendatior. — Wittenberg, 1774.
- Philosophia Definitiva hoc est Definitiones Philosophicae ex Systemate celeberr. Wolfii in unum collectae succinctis observationibvs exemplisqve perspicvis illustratae, et a nonnvllis exceptionibus vindicatae. — Wittenberg, 1735.
- Institutiones philosophiae methodo wolfiana consciptae. — 1738.
- Historia doctrinae de optimo mundo. — 1741.

## Публикации на русском языке
- Логика — М., 1760.
- Метафизика — М., 1764.
- Нравоучительная философия — СПб., 1783.
- Логика — изд. 2-е, М., 1787.
- Нравоучительная философия, содержащая естественное право, этику, политику, экономию и другие вещи, для знания нужные и полезные — М., 1788.
- Метафизика — изд. 2-е, М., 1789.
- Логика — М., 1807.
- Метафизика — М., 1808.
- Логика — изд. 2-е, СПб., 1823.
- Метафизика — изд. 2-е, СПб., 1830.